# Bedřichov (district de Blansko)
Pour les articles homonymes, voir Bedřichov.
Bedřichov (en allemand : Friedrichsfeld) est une commune du district de Blansko, dans la région de Moravie-du-Sud, en République tchèque. Sa population s'élevait à 233 habitants en 2020.

## Géographie
Bedřichov se trouve à 7 km au sud-ouest de Kunštát, à 18 km au nord-ouest de Blansko, à 32 km au nord-nord-ouest de Brno et à 162 km à l'est-sud-est de Prague.
La commune est limitée par Černovice et Kunštát au nord, par Lhota u Lysic à l'est, par Kunčina Ves et Kozárov au sud, et par Strhaře et Brumov à l'ouest.

## Histoire
La première mention écrite de la localité date de 1392.